# David H. Clark
Pour les articles homonymes, voir David Clark et Clark.
David H. Clark est un astronome britannique spécialisé dans l'étude et l'observation des supernovae.
Il a notamment participé à l'élaboration d'un catalogue de rémanents de supernova à l'aide d'un grand relevé réalisé à l'Observatoire de Molonglo (Australie). On lui doit aussi l'association du microquasar SS 433 au rémanent de supernova W 50. Il a également travaillé avec l'historien de l'astronomie F. Richard Stephenson, en vue de déterminer quelles supernovae historiques pouvaient être identifiées à partir de documents d'observations passées. Avec lui il a proposé pour la première fois que les « étoiles invitées » de 386 et 393 soit en réalité deux supernovae (voir SN 386 et SN 393).

## Note
1. ↑  Voir livre The historical supernovae cité en bibliographie.